# クリー

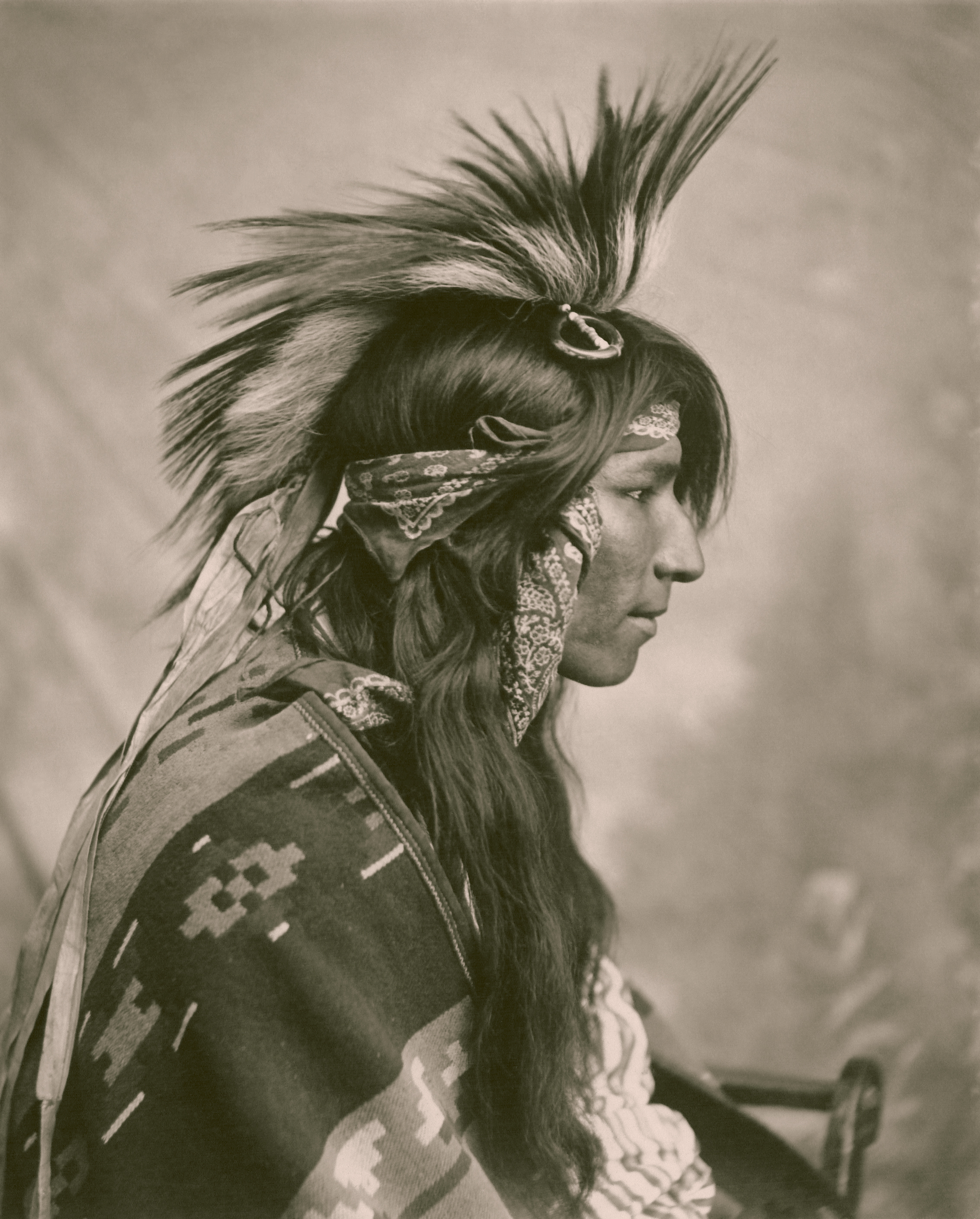
クリー・インディアン（1903年撮影）

クリー (Cree) は、北アメリカの先住民族（カナダの用語ではファースト・ネーション）の最大部族の1つ。

## 居住地
カナダ
オンタリオ州のスペリオル湖の北部・西部を中心に、マニトバ州、サスカチュワン州、アルバータ州、ノースウェスト準州、ケベック州に20万人が居住している。
 アメリカ合衆国
過去スペリオル湖西岸に多く居住していたが、現在ではほとんどがモンタナ州の居留地にオジブワ族と共に居住している。

## 言語
アルゴンキン語族のクリー語を話す人々も多い。

## 部族
クリー族は一般的に下記の8グループに分類される（政治的もしくは文化的分類）。
ナスカピ族 (Naskapi) ・インヌ族 (Innu)
モンターネ族 (Montagnais)ニタシナン (Nitassinan) と自ら呼ぶ地域に居住するインヌ族。現在のケベック州東部とラブラドールに当たる。ナスカピ族はカリブー狩猟を行ないモンターネ族より遊牧の度合いが高く、モンターネ族は定住の度合いが高いなど文化的な違いがある。2003年の人口は約1万8000人で、うちケベックに1万5000人が居住する。スペリオル湖より東に居住する民族の話すクリー語から最も違った方言を使用する。
アティカメク族 (Attikamekw)ニタスキナン (Nitaskinan)、我が土地）と呼ぶ地域に居住する部族。ケベック州サンモーリス川上流（モントリオールから約300km北）に当たる。人口は約4500人。
ジェームズ湾クリー族 (James Bay Cree)クリー族評議会 (Grand Council of the Crees) に属するクリー族（海岸方言で Iyyu、内陸方言で Iynu）。ジェームズ湾及びケベック州北部ヌナビク地区に居住する約1万6400人。
ムース・クリー族 (Moose Cree)オンタリオ州コクレーン地区ムースファクトリーに居住するクリー族。ジェームズ湾南端、ムース川河口のムースファクトリー島に居住する。
スワンピー・クリー族 (Swampy Cree)マニトバ州北部のハドソン湾岸及び南側西側に隣接する内陸部、オンタリオ州のハドソン湾岸及びジェームズ湾岸に居住するクリー族。サスカチュワン州東部カンバーランド・ハウスにも一部居住する。スワンピー・クリー語を話す約4500人。
森林クリー族 (Woods Cree)アルバータ州北部及びサスカチュワン州に居住するグループ。
平原クリー族 (Plains Cree)マニトバ州、サスカチュワン州、アルバータ州、モンタナ州に居住する約3万4000人。
全体としてクリー族は内名（民族の自称）として「ネヒラウェ（Nēhilawē、我々の言葉を話すもの）」を使用している。クリー族自身は「クリー」を欧州系入植者の言語（英語、フランス語）を話す時にのみ使用する。
アメリカバイソンを狩猟し騎馬民族である平原クリーは、18世紀にフランス系入植者と対面する以前はアシニボイン族やソートー族 (Saulteaux) と同盟していた。